# ألبرت ناد
ألبرت ناد (بالصربية: Алберт Нађ)‏ (مواليد 29 أكتوبر 1974) هو لاعب كرة قدم. يلعب مع منتخب صربيا والجبل الأسود لكرة القدم. سبق له أن لعب في كأس العالم لكرة القدم مع منتخب بلاده.

## مسيرته الكروية
لعب ألبرت ناد خلال مسيرته الاحترافية مع 6 أندية في تسعة عشر موسمًا وسجل خلالها 17 هدفًا ضمن 381 مباراة. حيث فاز في موسم واحد بالكأس وفي خمسة مواسم بالدوري.
خاض ألبرت ناد مسيرته مع نادي بارتيزان في موسم 1992–93 في المرة الأولى ليلعب معه أربعة مواسم ثم في موسم 2002–03 ليلعب معه خمسة مواسم، مشاركًا طوالها في 201 مباراة سجل خلالها 12 هدفًا. ثم انتقل إلى نادي ريال بيتيس في موسم 1996–97 ولمدة موسمين، حيث شارك في 56 مباراة سجل خلالها هدفًا واحدًا. لينتقل بعدها إلى نادي ريال أوفييدو في موسم 1998–99 في المرة الأولى واستمر معه طيلة ثلاثة مواسم ثم في موسم 2001–02 لمدة موسم واحد، مشاركًا طوالها في 70 مباراة سجل خلالها هدفًا واحدًا أيضًا. ثم انتقل إلى نادي إلتشي في موسم 2000–01 لمدة موسم واحد، مشاركًا في 16 مباراة سجل خلالها هدفًا واحدًا أيضًا. هذا وانتقل لاحقًا إلى نادي روستوف ما بين عامي 2007 و2008 لمدة موسم واحد، مشاركًا في 7 مباريات ولم يسجل أي هدف. ثم انتقل بعدها إلى نادي تشوكاريتشكي في موسم 2007–08 ولمدة موسمين، مشاركًا في 31 مباراة سجل خلالها هدفين.

## روابط خارجية
- ألبرت ناد على موقع الاتحاد الدولي (مؤرشف)  (الإنجليزية)
- ألبرت ناد على موقع الاتحاد الأوربي (الإنجليزية)
- ألبرت ناد على موقع قاعدة بيانات كرة القدم.إي يو (الإنجليزية)
- ألبرت ناد على موقع ناشيونال فوتبول تيمز (الإنجليزية)